# Mihail Andricu
Mihail Andricu (* 22. Dezember 1894 in Bukarest; † 4. März 1974 ebenda) war ein rumänischer Komponist, Pianist, Musikkritiker und -pädagoge.

## Leben
Andricu studierte am Bukarester Konservatorium u. a. bei Dumitru Georgescu Kiriac, Alfonso Castaldi und Robert Klenck und besuchte in Paris Kurse von Gabriel Fauré und Vincent d’Indy. Daneben absolvierte er an der Universität Bukarest ein Jurastudium und erlangte auf dem Gebiet einen Doktorgrad.
Als Pianist debütierte er 1918 in einem Recital mit dem Geiger Alexandru Theodorescu auf der Bühne der Rumänischen Akademie und wurde in der Folgezeit ein gefragter Klavierbegleiter. Zugleich publizierte er Fachartikel und veröffentlichte 1923 seine ersten Musikkritiken in der Zeitschrift Adevărul. Am Bukarester Konservatorium unterrichtete er von 1926 bis 1948 Kammermusik und dann bis 1959 Komposition.
Nach 1945 war Andricu Gründungsmitglied des rumänischen Komponistenverbandes, dessen Vizepräsident er von 1946 bis 1956 war. 1946 wurde er Mitglied der Société Française de Musicologie und korrespondierendes Mitglied der Rumänischen Akademie. Für sein kompositorisches Werk wurde er u. a. mit dem George-Enescu-Kompositionspreis (1924), dem Robert-Cremer-Preis (1931), dem Anhauch-Preis (1932) und dem Preis der Rumänischen Akademie (1949) ausgezeichnet.
Wegen seine Offenheit gegenüber neuen Genres, Jazz und neuer Musik, die während der kommunistischen Zeit verboten waren, wurde er 1959 unter dem Vorwand, er habe Kontakte zu ausländischen Diplomaten, aus dem rumänischen Komponistenverband und der Rumänischen Akademie ausgeschlossen. Er durfte nicht mehr am Konservatorium unterrichten, und die Aufführung seiner Werke und öffentliche Erwähnung seiner Person war für mehrere Jahre verboten.
Dennoch wurde Andricu einer der produktivsten rumänischen Komponisten des 20. Jahrhunderts. Er komponierte mehr als einhundert Werke fast aller Genres, darunter allein 11 Sinfonien, Ballette, mehrere Klavierkonzerte, Kammermusik und Chorwerke. Anerkannt wurde sein Schaffen schließlich durch die Verleihung des Titels Maestru emerit al artei.

## Werke
Bühnenmusiken
- Cenuşăreasa, Feenspiel in zwei Akten, Text von Cecilia Hallunga (1929)
- Taina, Ballett nach einem Libretto von Maria von Sachsen-Coburg (1932)
- Dans. Cântec de dragoste für Klavier solo (1958)
- Luceafăru; Ballett; Libretto von Alexandru Jar nach Mihai Eminescu (1951)

Vokalsinfonische Werke
- Cântec de leagăn für Stimme, gemischten Chor und Orchester (1949)
- Cantata festivă für gemischten Chor und Orchester, Text von Maria Banuș (1950)
- Prind visele aripi, Kantate für Solisten, gemischten Chor und Orchester, Text von Maria Banuș (1959)

Sinfonische Werke
- Suita nr. 1 für Orchester (1924)
- Trei tablouri simfonice (1925)
- Simfonia nr. 1 de cameră (1926)
- Legendă für Orchester nach drei liturgischen Themen (1926)
- Serenadă für Orchester (1928)
- Poem pentru orchestră, opus für Orchester (1930)
- Suita nr. 2 für Orchester (1931)
- Suita brevis (1935)
- Trei schiţe für Orchester (1936)
- Trei capricii für Orchester (1937)
- Suita pitorească (1938)
- Simfonia nr. 1 în Sol major
- Divertisment für kleines Orchester (1944)
- Simfonieta nr. 1 (1945)
- Quatre impressions pour orchestre (1945)
- Suita nr. 3 für Orchester (1946)
- Simfonieta nr. 2 (1946)
- Suită orchestrală (1946)
- Simfonieta nr. 3 (1947)
- Simfonia nr. 2 în Fa major (1947)
- Uvertura (1947)
- Patru tablouri rustice (1949)
- Marş für Orchester (1949)
- Dans für Orchester (1950)
- Procesiune für Orchester (1950)
- Suita nr. 1 pe teme populare (1954)
- Suita nr. 2 pe teme populare (1954)
- Simfonia nr. 4 în RE major (1954)
- Simfonia nr. 5 în mi minor (1955)
- Simfonia nr. 6 în do diez minor (1957)
- Suită de cântece populare für Volksmusikorchester (1958)
- Suită de cântece populare für Volksmusikorchester (1958)
- Simfonia nr. 7 în fa diez minor (1958)
- Divertisment nr. 2 für Orchester (1959)
- Simfonieta nr. 5 (1959)
- Simfonia nr. 8 în sol diez minor (1960)
- Simfonia de cameră nr. 2 (1961)
- Simfonieta nr. 6 (1962)
- Simfonia nr. 9 în Fa major (1962)
- Simfonieta nr. 7 (1963)
- Divertisment - serenade pour grande orchestre (1963)
- Simfonia de cameră nr. 3 (1965)
- Simfonieta nr. 8 (1966)
- Poem für Orchester (1967)
- Mică suită orchestrală (1967)
- Simfonia nr. 10 în do minor (1968)
- Six portraits (1969)
- Simfonia nr. 11 în do minor "In memoriam" (1970)
- Simfonieta nr. 9 (1969)
- Simfonieta nr. 10 (1970)
- Simfonieta nr. 11 "Perspective", opus 118 (1971)
- Simfonieta nr. 12 "Evocări" (1971)
- Tipuri şi profite (1971)
- Scurtă povestire (1971)
- Trei bucolice, opus 122 (1971)
- Simfonieta nr. 13 (1972)
- Reminiscenţe (1972)
- Patru imagini (1972)
- Partita nr. 1 (1973)
- Partita nr. 2 (1973)

Instrumentalkonzerte
- Poem für Klavier und Orchester (1923)
- Fantezia für Klavier und Orchester (1940)
- Poem für Cello und Orchester (1944)
- Capriccio für Klavier und Orchester (1946)
- Concert für Violine und Orchester (1960)
- Concert für Cello und Orchester (1961)

Fanfare
- Suita nr. 6 (Fanfarenorchester der rumänischen Armee) (1953)

Kammermusik
- Quatre novelettes für Klavierquintett (1925)
- Octet în Fa major für Klarinette, Fagott, Horn und Streichquintett (1928)
- Cvartet de coarde (1931)
- Sextet für Klavier und Bläser (1934)
- Cvintet für Streichquartett und Klavier (1938)
- Suită în trio für Flöte, Klarinette und Fagott (1939)
- Suită în trio für Oboe, Klarinette und Fagott (1944)
- Două piese für Streichquartett (1952)
- Cvintet nr. 7 für Bläser (1955)
- Cvintet nr. 2 für Bläser (1956)
- Cvintet für Klavier, zwei Geigen, Bratsche und Cello (1956)
- Octet für Flöte, Oboe, zwei Klarinetten, zwei Fagotte und zwei Hörner (1959)
- Şase piese für Kammerensemble (1961)
- Serenadă für 74 Instrumente (1961)
- Cvartet für Flöte, Oboe, Klarinette und Fagott (1963)

Instrumentalwerke mit Klavierbegleitung
- Sonată für Klavier und Geige (1944)
- Două piese für Klarinette und Klavier (1946)
- Pastorală für Oboe und Klavier (1952)
- Peisagiu für Klarinette und Klavier (1953)
- Nocturnă für Horn und Klavier (1953)
- Trei piese für Bratsche und Klavier (1961)
- Trei piese für Geige und Klavier (1961)
- Două piese für Cello und Klavier (1961)
- Trei piese für Oboe oder Klarinette und Klavier (1964)

Klavierwerke
- Suite lyrique (1927)
- Sonatine pour le piano (1929)
- Trois pieces pour piano (1933)
- Quatres esquisses pour piano, opus 19 (1934)
- Album (1938)
- Suite pour le piano (1946)
- Mică suită (1943)
- Trei studii (1947)
- Sonate pour piano 1955
- Suită (1957)
- Patru preludii (1964)
- Nouă impresiuni (1965)

Chorwerke
- Două coruri pe texte populare für gemischten Chor (1931)
- Patru coruri, patru dansuri für Gemischten Chor und Klavier (1949)
- Cântec de recoltă für gemischten Chor, Text von Mihu Dragomir (1950)
- Şase ani de când trecu für gemischten Chor, Text von Mihu Dragomir (1950)
- Cântec pentru Festivalul tineretului für gemischten Chor und Klavier oder Orchester, Text von Maria Banuș (1953)
- Două coruri pentru copii für zweistimmigen Kinderchor, Text von Cicerone Theodorescu (1959)

Lieder
- Trei lieduri nach Texten von Mihai Eminescu (1929)